# Fit
Fit és una pel·lícula de 2010 escrita i dirigida per Rikki Beadle-Blair, i encarregada per la Gay Rights Charity Stonewall. És una adaptació de l'obra homònima del 2008 sobre la vida quotidiana d'un grup d'estudiants mil·lenials tant gays com heterosexuals que fan classes de teatre i dansa. L'obra original s'havia desenvolupat l'any 2008 per abordar el problema creixent de l'assetjament homòfob a les escoles britàniques, i va ser creada especialment per als estudiants de KS3, amb un enfocament específic en els objectius d'aprenentatge del currículum nacional inclòs PHSE i ciutadania. La pel·lícula en si es va obrir en forma de capítol introductori, amb sis capítols interconnectats de quinze minuts, cadascun centrat en un dels personatges principals en una perspectiva en primera persona de la seva vida, punts de vista i problemes. El llançament en DVD de Fit  també contenia cinc diaris de vídeo per a cadascun dels personatges, donant a estudiants i altres espectadors l'oportunitat d'escoltar els personatges parlant amb més profunditat sobre els seus sentiments i la situació a què s'enfronten.
L'obra del 2008 es va representar a les sales de teatre com The Drill Hall, The Birmingham Rep, el Contact Theatre, l'Unity Theatre, Liverpool i el The CCA, Glasgow
L'obra també es va representar a diverses escoles d'Anglaterra i Escòcia. El repartiment del 2008 era format per Duncan MacInnes, Ludvig Bonin, Sasha Frost, Lydia Toumazou, Stephen Hoo, Jay Brown i Rikki Beadle-Blair. A l'adaptació cinematogràfica del 2010, hi va haver un nou guió, amb el repartiment original que es va quedar com a personatges centrals i s'hi van unir altres. La pel·lícula ha guanyat alguns premis i els actors principals volen a Los Angeles per a l'Outfest Film Festival per a l'estrena mundial de Fit al Directors Guild of America a Sunset Blvd

## Repartiment

### Repartiment principal
- Duncan MacInnes com a Terry "Tegs", un noi friki tranquil. És tímid i decideix mantenir el cap avall malgrat l'assetjament verbal i físic per part de Ryan, Isaac i altres estudiants, que creuen que és una mena de marica i, per tant, gai, en un moment donat considera fer-se mal amb un ganivet després de llançar un maó per la seva finestra. Es veu obligat a rebutjar en Jordan després que admet que l'estima i intenta besar-lo. No obstant això, es compensen, i es demostra que és heterosexual quan desenvolupa una atracció per la seva companya d'estudis Molly, amb qui més tard comença a sortir.
- Ludwig Bonin com a Jordan, un futbolista en projecció i el millor amic de Tegs. Dona suport a Tegs contra l'assetjament físic i verbal constant d'estudiants que sospiten que és gai, i quan Jordan admet que l'estima i intenta besar-lo, Tegs, que és heterosexual, es veu obligat a admetre que no l'estima. d'aquesta manera. En qualsevol cas, Jordan més tard es reconcilia amb ell, la seva amistat ara més estreta que mai, i arriba als seus pares adoptius i al germà petit Linus.
- Sasha Frost com a Carmel: una noia femenina però també lesbiana; una cosa que li costa dir-li als seus amics, fins i tot a Lee. Els seus pares són indiferents amb ella o els seus sentiments i són obertament homòfobs: el seu pare li adverteix que Lee, de la que presumeix automàticament que és lesbiana a causa dels estereotips de comportament "butch", no serà tolerada si intenta fer un moviment cap a Karmel. Més tard revela la seva sexualitat a Lee i després a la classe -tot i que té por que Lee ho sàpiga, encara és una de les seves amigues més properes- i comença a sortir amb Kim Taylor. La seva relació es torna difícil quan Karmel intenta ignorar la seva atracció per les dones i intenta sortir amb Tyler, tot i que ho aconsegueixen.
- Lydia Toumazou com a Lee, una tomboy, que és propera als seus germans però més propera a la seva millor amiga Karmel. Pateix burles i abusos verbals per part d'alguns membres de la classe que presumeixen que és gai a causa dels estereotips de butch, així com les crítiques dels seus germans, que pensen que seria millor acceptada per la gent si es vestís com una nena. Resta ferida quan Karmel revela que va amagar la seva sexualitat per la seva por que Lee la rebutgi, però la perdona. Per a sorpresa dels seus germans, torna a casa amb el cotxe d'un home, després del qual accepten que és heterosexual, independentment de la seva personalitat.
- Stephen Hoo com a Ryan, que viu amb la seva germana i el seu pare. Ell intimida molt en Tegs perquè creu que és gai, però això es deu al fet que no pot acceptar la seva pròpia homosexualitat, que amaga als seus amics. Quan se n'assabenten, l'Isaac es torna temporalment abusiu cap a ell, una vegada que el va colpejar quan estava borratxo després que descobreixi que Ryan se sent atret per Tegs.
- Jay Brown com Isaac, l'amic de Ryan. Té una relació tensa amb el seu pare, i inicialment intimida Tegs amb Ryan, colpejant Ryan després que descobreixi que és gai. Quan el seu pare, que és obertament homòfob, descobreix que Ryan és gai, llença Isaac al carrer. Isaac finalment accepta la sexualitat de Ryan i es fa parella amb ell al final de la pel·lícula.
- Rikki Beadle-Blair com a Loris, obertament gai, amable i solidari amb tothom. Com que es preocupa pels sentiments de la gent malgrat la seva sexualitat, intenta evitar "rendir-se" a qualsevol dels estudiants que mostren homofòbia als altres de la classe.

### Repartiment/altres
- Alexis Gregory com a Luca
- Andy Williamson com a Jacek
- Donovan Cary com a director Vernon Bailey
- Jack Shalloo com a Charlie
- Ambur Khan com a Nina
- Jason Maza com a Tyler
- Katie Borland com a Molly, un interès amorós i amiga de Tegs
- Alex Papadakis com Aristos
- David Avery com a Marios
- Tom Ross-Williams com a Jamie
- Jennifer Daley com a Kim Taylor, la xicota de Carmel
- Dani Bright com a Keli Stern
- Vincent Williams com a Jonas
- Richard Tan com a Vander
- Davina Dewrance com Darcy James
- Tigger Blaize com Alex
- Rachel Lynes com a Charlotte
- Marcus Kai com Ethan
- Gary Beadle com el pare de Carmel
- Jo Castleton com la mare de Carmel
- Dann Kharsa com Straight Bloke
- Hannah Chalmers com Straight Girl
- Samantha Lyden com a Bus Stop Rita
- Jeanette Rourke com a mare de Tags
- Ryan Quartley com a Linus, el germà petit de Jordan
- Janine Stride com la mare de Jordan
- Matt Ray Brown com el pare de Jordan
- Kyle Treslove com a Toby
- Michael Warburton com Jonesy
- Helen Russell-Clark com la germana de Ryan
- Chooye Bay com el pare de Ryan

## Premis
- Premi de l'Audiència al Festival Internacional de Cinema Gai i Lèsbic de Barcelona de 2010.[5]